# Davisstrædet
Davisstrædet (engelsk: Davis Strait) er strædet mellem Grønland og Baffin Island i det canadiske hjemmestyreområde Nunavut og forbinder Labradorhavet med Baffinbugten. Strædet er 400 kilometer bredt og leder den nordvestlige del af Atlanterhavet ind mellem Grønland og Baffin Island. Gennem strædets vestlige del løber en arktisk strøm mod syd medførende isbjerge.
Dannelsen af Davisstrædets havis, vestisen, begynder sidst i oktober måned i den nordvestlige del af Baffinbugten, og i løbet af november dækker et 0,5-1,5 meter tykt lag is det meste af bugten og den vestlige del af Davisstrædet.
I den nordøstlige del løber en nordgående varm strøm fra Atlanterhavet op langs med den grønlandske vestkyst. Det er forklaringen på, at vestkysten af Grønland er mere isfri og beboelig end den grønlandske østkyst.
Strædet er opkaldt efter den britiske søfarer John Davis, (1550-1605) der som den første sejlede gennem strædet.
65°N 58°V / 65°N 58°V